# Ramón Mayrata
Ramón Mayrata (Madrid, 1952) es un escritor, poeta, novelista, guionista, antropólogo y profesor español. Es conocido por su trabajo como investigador e historiador del arte del ilusionismo, y por fundar, junto al mago español Juan Tamariz, la editorial Frakson, especializada en textos de magia.

## Trayectoria
En 1971, sus poemas aparecieron en Espejo del amor y de la muerte: antología de poesía española última, prologada por el poeta español y Premio Nobel de Literatura, Vicente Aleixandre. Un año después, publicó su primer libro de poemas. Como antropólogo, trabajó en el Desierto del Sahara durante la descolonización como parte de la Comisión de Estudios Históricos del Sahara, que se ocupó de recuperar la cultura sahariana y de redactar los informes que presentó España ante el Tribunal de La Haya, experiencia que le hizo interesarse por los rituales mágicos relacionados con el chamanismo, y que le sirvió para escribir su primera novela, en 1992, El imperio desierto.
Entró en contacto con el ilusionismo por medio de su compañero de piso, el mago Gabriel Moreno. Más tarde, conoció a Tamariz, con quien fundó la editorial Frackson, especializada en libros técnicos de magia, y con quién trabajó como guionista del programa de televisión Como por Arte de Magia. Conoció también al bibliógrafo y estudioso José Puchol Montís quien puso a su disposición su biblioteca de magia, la misma que desde 1988, compone el Fondo de Ilusionismo de la Fundación Juan March de Madrid. Para Mayrata, el ilusionismo se convirtió en unos de sus temas de creación literaria y en un objeto de estudio e investigación.
Ejerció el periodismo y trabajó como traductor en París. Tras su regreso a España compaginó la escritura con el trabajo en medios de comunicación, como articulista y guionista de radio y televisión con la docencia. Desde 1982 y por más de veinte años trabajó como guionista de varias series de Televisión Española y Antena 3 y como director de programas de Radio Nacional de España o Radio 3.
Mayrata formó parte de la Movida Madrileña y en 1984, participó junto a Gregorio Morales en el congreso Narrativa en la Posmodernidad, de la Tertulia de Creadores, que buscaba crear las bases de una literatura oficial de la movida. Época en la que comenzó a escribir para La Luna de Madrid.
Sus artículos de opinión sobre la actualidad cultural se han publicado en una veintena de periódicos de España. Ha sido colaborador en revistas como Camp de l´arpa, Fablas, Sábado Gráfico, Revista de Occidente, Poesía española, Nueva Lente, El Urogallo, El Europeo, La Balsa de La Medusa, Revista Atlántica de Poesía o El Rapto de Europa; y en revistas digitales como The Cult o Fronterd. Ha mantenido secciones fijas en El País, Cinema 2002, Crónica 3 y en RNE. Sus artículos de crítica literaria se han publicado en El País o ABC. Ha colaborado con en el suplemento La sombra del ciprés de El Norte de Castilla donde se ha ocupado de crítica de libros de narrativa e inició la sección La Dama inquieta. Dirigió la revista digital El Adelantado de Indiana. Forma parte del Consejo de Redacción de la revista El Rapto de Europa.
Ha escrito numerosos textos sobre arte, entre ellos La perplejidad del arte moderno, incluido en el libro colectivo Los espectáculos del arte; en El esplendor de la Tierra Pura en Viajes por Egipto y Asia Menor, y en catálogos dedicados a los pintores Eduardo Arroyo, Ramón Gaya, Carlos Franco y José Luis Tirado, y a los fotógrafos Isabel Muñoz, Ricardo Vinós y Ciucco Gutiérrez.
Imparte cursos sobre literatura española del Siglo de Oro, Moderna y Contemporánea, así como charlas sobre sus investigaciones respecto a la magia y el ilusionismo.
Es profesor de Historia de la Cultura del Ilusionismo en el Real Centro Universitario María Cristina, la primera institución universitaria a nivel mundial en ofrecer una titulación propia en ilusionismo.
En 2021, fundó y desde ese momento, también dirige la revista Maese Coral, publicación especializada en la divulgación del arte de la magia y el ilusionismo.

## Obra

### Poesía
- 1972 - Estética de las serpientes.[10][49]
- 1990 - Una duda de Alicia.[50][51]
- 1996 - Sin puertas: poemas 1990-1991. ISBN 9788481911084.[52][53][54]
- 1998 - Confín de la Ciudad.[55]
- 2004 - Poemas del Café Estigia: 1992-2002. ISBN 9788496049529.[56][57]
- 2005 - luminar la noche.[58]

### Narrativa
- 1992 - El imperio desierto. ISBN 9788439718642.[2][15]
- 1991 - Si me escuchas esta noche. ISBN 9788439717997.[59][60][61]
- 1995 - Alí Bey el Abasí: un cristiano en La Meca. ISBN 9788408016151.[62][63]
- 1995 - El sillón malva. ISBN 9788408012719.[64][65][66][67]
- 2000 - Miracielos. ISBN 9788476694121.[68][69]
- 2005 - Relatos del Sáhara: literatura española del desierto. ISBN 9788489142817.[70]
- 2008 - El imperio desierto; seguido de aquel mendigo de la Plaza Esbehiheh. ISBN 9788496235274.[71][72][73]
- 2014 - El mago manco. ISBN 9788494285318.[74][75]

### Ensayo
- 1982 - Por arte de magia: una historia de ilusionismo. ISBN 9788486057039.[76][77]
- 1985 - El ojo de la arbitrariedad. ISBN 9788485641581.[78][79][80]
- 1990 - La sangre del turco. ISBN 9788486861148-[81][82]
- 2014 - Valle-Inclán y el insólito caso del hombre con rayos x en los ojos. Coautor. ISBN 978-84-942187-4-3.[2][83][84][85][86]

- 2017 - «Fantasmagoría. Magia, terror, mito y ciencia». ISBN 9788494619748.[2][87][88][89]

### Dramaturgia
- 1993 - La Vía Láctea.[90][91]

## Reconocimientos
En 2017, Mayrata fue reconocido con el Granhada al Mérito Mágico, de la XVI edición del Festival Internacional Mágico de Granada Hocus Pocus. Este festival está dedicado a la magia y el ilusionismo y se celebra anualmente desde 2002 en Granada. Desde 2014, la organización del festival junto a las autoridades de la ciudad, reconocen a "aquellas personas e instituciones que desarrollan una meritoria labor en la difusión del ilusionismo".

## Adaptación de su obra
Basado en un artículo de Mayrata, en 2020, se estrenó el documental Carrol, un mago en conflicto, bajo la dirección del ilusionista Carlos Devanti, con la colaboración de la Academia de Magos Artesanos y en el que aparecen relatos de compañeros y amigos del mundo de la magia.